# 데이비드 마부자

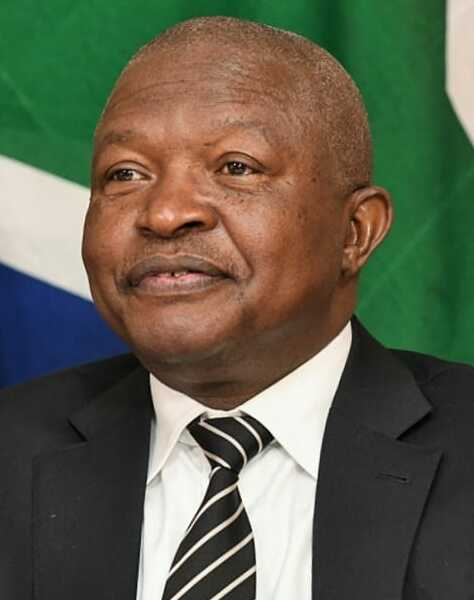
2022년 모습

데이비드 마부자(David Mabuza), 본명 데이비드 다베데 마부자(David Dabede Mabuza, 1960년 8월 25일 ~ 2025년 7월 3일)는 DD 마부자로도 알려진 남아프리카 공화국의 정치인으로, 2018년 2월부터 2023년 2월까지 남아프리카 공화국의 부통령을 지냈다. 2017년 12월부터 2022년 12월까지 아프리카 국민회의(ANC)의 부의장을 지냈으며, 이전에는 2009년부터 2018년까지 한때 정치적 동맹이었던 제이컵 주마의 대통령직 기간 동안 음푸말랑가 주 총리를 역임했다. 마부자는 2018년부터 2023년 사임할 때까지 국회의원으로 활동했다.
음푸말랑가주 시골 출신으로 교사 훈련을 받은 마부자는 학생 시절 블랙 컨셔스니스 운동을 통해, 그리고 나중에는 교사 노조를 통해 처음으로 정치에 참여했다. 1988년부터 1991년까지 영향력 있는 남아프리카 노동조합 회의의 제휴 단체인 남아프리카 민주 교사 연합의 의장을 지냈다. 1994년 아파르트헤이트가 종식된 후, ANC 대표로서 음푸말랑가 주 의회에 합류하여 음푸말랑가 행정위원회에서 여러 장관직을 맡았다. 2007년에 처음으로 ANC 국가집행위원회에 선출되었으며, 2008년부터 2017년까지 총리 재임 기간 동안 음푸말랑가에서 ANC 주 의장을 역임했다.
마부자의 정치 경력은 포퓰리즘으로 묘사되었다. 엄격한 모집 운동을 통해 ANC 음푸말랑가 지부의 규모와 영향력을 늘렸고, 에이스 마가슐레 및 수프라 마후마펠로와 함께 ANC의 제54차 전국회의 결과를 조작하는 데 도움을 준 이른바 프리미어 리그의 일원이었다. 2017년 12월에 열린 회의에서 마부자는 시릴 라마포사 휘하의 ANC 부의장으로 선출되었다. 2018년 2월 주마가 사임한 후 라마포사가 국가 대통령으로 취임하자, 마부자를 국가 부통령으로 후임으로 임명했다.

## 어린 시절 및 경력
데이비드 다베데 마부자는 1960년 8월 25일 현재 음푸말랑가주가 된 하이지뷰 근처의 폴라에서 태어났다. 그의 부모는 농부였다. 12남매 중 여섯째(여덟 자매와 네 형제)였다. 역시 음푸말랑가에 있는 쿰불라 고등학교를 졸업했다. 1985년에 므그웬야 교육 대학에서 수학 교육을 전문으로 하는 교육 디플로마를 취득했다. 또한 1984년부터 1985년까지 블랙 컨셔스니스 계열 아자니아 학생 조직(AZASO)의 비서였다. 1989년에 심리학 학사 학위를 취득하기 위해 남아프리카 대학교에서 공부하는 동안 학교 교사로 일하기 시작했다. 1986년부터 1988년까지 카응와네 교육부에서 가르쳤고, 1989년부터 1993년까지 역시 음푸말랑가에 있는 룽기사니 중등학교의 교장이었다.
또한 정치 활동을 계속했다. 1986년부터 1988년까지 남아프리카 공화국 국립 교육 연합의 의장이었고, 1986년부터 1990년까지 생산 교육 재단의 재무 담당이었으며, 1987년부터 1989년까지 국립 교육 위기 위원회의 조정자였다. 언론인 페리알 하파제에 따르면, 매튜스 포사는 1986년에 마부자를 통합 민주 전선에 영입했다. 1988년부터 1991년까지, 아파르트헤이트의 마지막 단계에서 영향력 있는 남아프리카 노동조합 회의의 제휴 단체인 남아프리카 민주 교사 연합의 의장을 지냈다.

## 부통령직으로의 부상

### 음푸말랑가 행정위원회: 1994년
1994년 남아프리카 공화국의 첫 민주 선거 이후, 초대 음푸말랑가 주 총리인 매튜스 포사는 마부자를 음푸말랑가 주 정부에서 교육부 행정위원으로 임명했다. 마부자는 1998년까지 그 직책을 맡았는데, 그 해 포사는 1998년 해당 주의 입학 시험 결과가 20퍼센트 포인트 사기적으로 부풀려진 스캔들이 밝혀지자 그를 해고했다. 1999년 총선거에 따라 마부자는 음푸말랑가 주 의회에 선출되었고, 은다웨니 마흘랑구 총리 휘하의 주 행정부에 재임명되어 1999년부터 2001년까지 주택부 장관을 역임했다. 2001년 국회에서 3년 임기를 위해 주 직책을 떠났고, 2004년부터 2007년까지 음푸말랑가 주 의회로 돌아왔다. 이 기간 동안 "일이 잘못될 때 산발적으로 분노를 폭발시키기" 때문에 이 주의 공무원들에게 "허리케인"이라는 별명으로 알려졌다.
같은 기간 동안 마부자는 자신의 정당인 아프리카 국민회의(ANC)의 지방직에서 승진했다. 1994년부터 1998년까지 넬스프뢰이트 ANC 지역 지부 의장을 지냈고, 1998년부터 2006년까지 음푸말랑가 ANC 지방 집행위원회 위원이었다. 1999년과 2005년에 음푸말랑가 ANC 지방 부의장이 되었지만, 그 동안 2002년 지방 사무총장 선거에서는 패배했다. 메일 & 가디언은 그가 국회에서 ANC 내의 전국적인 정치 네트워크를 구축하는 데 시간을 사용했다고 말했다. 또한 두 명의 연속적인 지방 의장인 마흘랑구와 그의 후임자 타방 마퀘틀라에게 선거 운동을 벌이고 자신을 그들의 대리인으로 positioning함으로써 ingratiate했다고 알려졌으며, 2005년부터 2008년에는 자신도 지방 의장직에 출마할 계획을 세웠다.

### ANC 국가 집행위원회: 2007년
2007년 12월 ANC의 이른바 폴로크와네 회의를 앞두고 마부자는 현직 타보 음베키를 대신하여 제이컵 주마가 ANC 의장으로 성공적으로 선출되는 캠페인을 지지했다. 회의에서 마부자 자신은 당의 최고 집행 기관인 ANC의 국가 집행위원회에 처음으로 선출되었다.

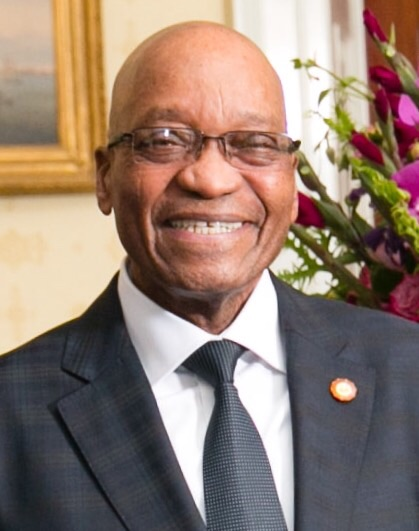
마부자는 제이컵 주마의 지지자로서 전국적인 명성을 얻었다.

폴로크와네 회의 후, 다시 주 행정부에 돌아왔다. 2007년부터 2008년까지 도로교통부 장관을, 2007년에는 주 의회 정부 업무 담당관을, 2008년부터 2009년까지 농업 및 토지 행정부 장관을 역임했다.

### ANC 지방 의장: 2008년
2008년 8월, 음푸말랑가에서 지방 ANC 의장으로 선출되어 라시 치와요를 388표 대 305표로 꺾었다. 그와 그의 동맹자들(비공식 선거 명부로 당의 지방 집행위원회에도 선출됨)은 전임자들이 지방 외부, 특히 도시 하우텡 출신 사람들에게 정부 일자리를 제공한 것을 비난하는 방식에서 포퓰리즘적이고 제노포비아적이라고 묘사되는 "음푸말랑가 우선" 캠페인을 펼쳤다. 이 캠페인은 아프리카 국민회의 청년연맹, 남아프리카 국립 시민 단체, 그리고 움콘토 웨시즈웨 군인회의 지역 지부들의 지지를 받았다. 마부자의 승리는 일부 분석에서 주마에 대한 그의 지지와도 연결되었다. 그의 전임자 마퀘틀라는 그 기간 동안 친 음베키 지방 의장 여러 명 중 한 명으로, 친 주마 인물들로 교체되었다. 그러나 다른 사람들은 주마-음베키 라이벌 관계가 음푸말랑가에서는 무의미하다고 생각했다.

### 음푸말랑가 주 총리: 2009년
지방 의장으로서 마부자는 2009년 총선에서 ANC의 추정 총리 후보가 되었다. 2009년 5월 6일, ANC가 선거에서 승리한 후, 주 의회의 ANC 간부회는 그를 음푸말랑가 주 총리로 선출했다. 다음 십 년 동안 마부자는 두 직책을 동시에 맡았다. 2018년 2월까지 총리직을 유지했고, 2017년까지 주의 ANC 의장직을 맡았으며, 2012년에는 그를 해임하려는 시도에도 불구하고 재선에 성공했다. 비즈니스 데이는 2018년에 그가 "철권 통치로 음푸말랑가를 운영했다"고 말했다. 다른 여러 일 중에서도 이른바 신속 이행 단위를 통해 의사 결정 권한을 자신의 사무실로 중앙집중화했다. 또한 주 시골 지역에 몇몇 대형 기숙학교를 건설하려는 계획으로도 잘 알려져 있었다.

#### 프리미어 리그
마부자는 2009년 남아프리카 공화국 대통령으로 선출된 주마에 대한 지지를 유지했다. 당의 제53차 전국회의를 앞두고 주마의 ANC 대통령 재선을 지지하며 "우리 대통령에게서 손 떼라"고 말했다. 2012년 12월에 열린 이 회의에서 주마는 재선되었지만 마부자 자신은 ANC 국가 집행위원회에 직접 재선되지 못했다.
2010년대 중반, 마부자는 음푸말랑가에서 ANC 회원 수를 확대하기 위한 성공적인 캠페인을 시작했다. 2012년과 2017년 사이에 남아프리카의 작은 주 중 하나인 음푸말랑가는 ANC의 네 번째로 큰 지역에서 두 번째로 큰 지역(뒤에는 콰줄루나탈)으로 뛰어올랐다. 이는 해당 주가 ANC의 미래 전국 회의에서 더 많은 투표 대의원을 할당받게 되며, 따라서 당의 지도부 선정 및 정책 결정에 더 많은 영향력을 행사하게 될 것임을 의미했다. 언론인 노리미쓰 오니시에 따르면, 마부자는 "정부 계약, 현금 지원, 심지어 KFC 식사로 수많은 새로운 ANC 회원을 유치했다"고 한다. 그러나 그의 일부 반대자들은 음푸말랑가 지도부가 회원 수를 인위적으로 부풀렸다고 주장했다.
마부자는 주마에 대한 노골적인 지지와 지방 ANC 회원 확대를 위한 노력이라는 두 가지 전술을 다른 두 지방 ANC 지도자들, 즉 노스웨스트의 수프라 마후마펠로와 프리스테이트의 에이스 마가슐레와 공유했다. 마부자, 마후마펠로, 마가슐레 간의 비공식적인 동맹은 (그들이 존재를 부인했지만) 언론인들이 그들을 "프리미어 리그"라고 부르기 시작하게 만들었다. 이는 세 사람 모두 각자의 주 총리였기 때문이다.

#### 독살 의혹
2015년 9월, 마부자는 쓰러져 병이 났다. 처음에는 심한 피로 또는 뇌졸중으로 보고되었지만, 시티 프레스에 자신이 독살되었다고 말했다. 부시 송웨는 마부자가 병에서 회복하기 위해 두 달간 휴가를 내는 동안 총리 대행을 맡았다. 복귀 후 상대방의 공격에서 살아남는 능력 때문에 스스로 "고양이"라는 별명을 붙였다.
나중에 마부자는 2015년 10월에 모스크바의 국립 병원으로 전문 치료를 받으러 갔으며, 당시 주마 행정부에서 국가 장악에 연루되었다고 주장되던 굽타 가문이 소유한 비즈니스 제트기를 타고 그곳으로 이동한 것이 밝혀졌다. 대변인은 "총리는 심하게 아팠고 국영 항공사를 타고 쉽게 걷거나 몸을 가누기 어려운 상태였다"고 설명했다. 마부자에 따르면, 굽타 가족의 제트기 사용은 굽타 가족의 사업 파트너였던 주마 대통령의 아들 두두자네 주마가 그에게 제안한 것이었다. 그 가족과 다른 관계가 없으며, 그 호의가 이해충돌을 일으키지 않을 것이라고 말했다.

### ANC 부통령: 2017년
주마의 ANC 의장직 후임자를 선출할 ANC 제54차 전국회의를 앞두고, 마부자와 프리미어 리그의 다른 구성원들은 그들의 주에 할당된 많은 수의 투표 대의원과 아프리카 국민회의 여성 연맹 및 청년 연맹의 투표에 대한 명백한 영향력 때문에 주요 "킹메이커"로 간주되었다. 두 선두 주자인 느코사자나 들라미니-주마와 시릴 라마포사 중 어느 쪽도 전적으로 지지하지 않는다는 점에서, 마부자는 특히 강력하다고 여겨졌다. 처음에 마부자는 전 남편인 주마 대통령의 지지를 받은 들라미니-주마를 지지하는 것으로 추정되었다. 이는 다른 프리미어 리그 구성원들이 그녀에게 align되어 있었고, 그녀의 지지자들이 마부자를 그녀의 비공식 러닝메이트로 여겼기 때문에 더욱 그럴듯했다. 그러나 회의가 가까워지면서 들라미니-주마 캠페인에 대한 그의 헌신은 불확실해졌고, 마부자는 "양쪽 모두를 플레이했다."
대신 ANC에서 "통일"을 위한 캠페인이라고 부르는 것을 시작했다. 실제로 음푸말랑가 ANC 회원들에게 대통령 후보를 지명하지 말고 "통일"이라는 단어를 써서 투표하도록 격려했다고 한다. 그들 중 약 3분의 1은 "통일"이라는 단어를 적어 투표를 무효화한 것으로 보인다. 통일 캠페인은 마부자에게 양측 선두 주자에게 영향력을 행사할 수 있는 지렛대를 제공했다. 회의가 열리는 주에는 그가 회의의 "와일드카드"이자 "가장 강력한 남자"로 묘사되었으며, 최종 결과에 가장 큰 영향을 미칠 수 있는 힘을 가지고 있었다. 또한 부통령 후보로서 강력한 지지를 받았고, 비즈니스 데이는 대통령 선거에서 어느 쪽이 승리하든 마부자가 ANC 부통령으로 선출될 것으로 예상했다.
12월 18일 회의가 시작되자 라마포사가 대통령에, 마부자가 부통령에 당선되었다고 발표되었다. 라마포사의 러닝메이트인 린디웨 시술루를 2,538표 대 시술루의 2,159표로 이겼다. 실제로 선출된 이른바 톱 6 지도자들 중 마부자는 가장 많은 지부 지명과 가장 많은 득표를 얻었다.
그 여파로 딜라미니-주마를 강력히 지지했던 ANC 여성 연맹은 마부자가 자신들을 "속이고" 배신했다고 말했다. 회의에서 마부자는 딜라미니-주마 캠프에게 자신의 주 대표단이 그녀에게 투표하도록 격려하겠다고 약속한 것으로 보인다. 그러나 소식통들은 선데이 타임스에 마부자가 자신의 지지자들에게 특정 후보에게 투표하라고 지시하지 않았으며, 오히려 투표 직전에 양심에 따라 행동하라고 말했다고 전했다. 여성 연맹 대변인은 마부자와 에이스 마가슐레가 "후보를 끌어올리지 않았다. 그들은 [딜라미니-주마의 캠페인]을 자신들을 위한 사다리로 사용했다... 이것은 부권제가 어떻게 추악한 모습을 드러내는지 보여주는 우리들의 시위이다"라고 말했다. 이에 대해 마부자의 동맹자들은 그가 어떤 후보에게도 지지를 약속하지 않았다며 "우리의 유일한 약속은 단합이다"라고 말했다.
여러 신문들은 마부자가 폴 마샤틸레와 함께 단합 캠페인을 조율했으며, 여기에는 마샤틸레의 재무총장 선출을 (성공적으로) 로비한 것도 포함된다고 보도했다.
제54차 전국회의에서 결정적인 역할을 했음에도 불구하고, 언론인 스티븐 그루츠는 마부자가 전국적인 인지도가 부족하여 장기적으로 ANC에서의 입지가 여전히 취약하다고 주장했다.
나스렉(회의장)에서 마부자의 권력의 진정한 원천은 현장의 지부에서 압도적인 지지를 받았거나 당내에서 전국적인 지지층을 가지고 있었기 때문이 아니었다. 라마포사와 은코사자나 들라미니 주마 사이의 격차가 너무 가까웠기 때문이었다. 그가 결정적인 대의원들을 확보하고 있었기 때문에 그를 킹메이커로 만들었다. 이는 일부 사람들에게 그가 엄청난 권력을 가지고 있다는 인식을 심어주었다. 그러나 이 경쟁에서 결정적인 요인은 그가 가진 전부였다. 만약 두 주요 파벌이 그렇게 가까웠다면 그의 대의원들은 중요하지 않았을 것이다. 결정적이었지만 작은 요소였던 것을 지도부의 궁극적인 승리로 바꾸는 것은 결코 보장되지 않는다.

## 부통령직
2018년 2월 26일, 주마의 사임 후 그를 대체한 라마포사에 의해 남아프리카 공화국의 부통령으로 임명되었다. 마부자는 다음 날 취임했으며, 직책을 맡기 위해 국민의회 의원으로도 취임했다. 3월 20일, 마부자는 의회에서 첫 연설을 했고, 처음으로 다른 국회의원들의 질문에 답했다. 3월 21일, 라마포사가 해외에 있는 동안 샤프빌에서 열린 국립 인권의 날 기념식에 참석했다.
라마포사가 2019년 총선거 후 대통령으로 재선되자, 마부자는 부통령으로 재임명되었다. 이때 그의 취임은 ANC의 내부 진실성 위원회 보고서에서 그가 ANC의 명예를 실추시킨 ANC 지도자 명단 중 한 명이라는 주장을 다루기 위해 지연되었다. 다른 책임들 중에서도 마부자는 의회에서 정부 업무 리더, 남아프리카 국립 AIDS 위원회 위원장, 국립 인적 자원 개발 위원회 위원장, 도덕 재생 운동 후원자였다. 또한 거버넌스 및 국가 역량에 관한 것과 정의 및 안보에 관한 것의 두 내각 소위원회를 의장하고 있다. 라마포사 대통령이 그에게 위임한 정책 우선순위에는 토지 개혁, 반-빈곤 이니셔티브, 농촌 및 타운십 경제 역량 강화 등이 포함된다.

### 의료 휴가: 2021년
2021년, 마부자는 러시아에서 추가 치료를 받기 위해 의료 휴가를 냈고, 8월에 돌아오기 전까지 한 달 넘게 그곳에 머물렀다. 치료 목적을 밝히지 않았지만 언론은 2015년 그의 독살 의혹과 관련이 있을 것으로 추측했다. 야당인 민주동맹이 국회에서 그에게 독살되었는지 여부를 묻자, 의장 노시비웨 마피사-음카쿨라에 의해 질문이 허용되지 않았다. 2022년에 추가 질문을 받았을 때 마부자는 여행에 "불길한 것"은 없었으며, 목적은 정치적인 것이 아니라 의료적인 것이었고, 에너지 계약이나 러시아의 우크라이나 침공에 대한 정부 정책과는 관련이 없었다고 말했다.

### 의전차량 사고: 2022년
마부자의 의전차량은 2022년에 두 번의 별도 교통 사고에 연루되었다. 첫 번째 사고는 7월 27일 N1 미드란드에서 발생한 충돌로 두 명의 경호원이 경미한 부상을 입고 입원했지만, 마부자는 어떤 차량에도 탑승하지 않았다. 11월 20일, 의전차량이 마부자를 음푸말랑가에서 O. R. 탐보 국제공항으로 운송하던 중 타이어가 터져 차량 한 대가 전복되었다. 경호원 한 명이 사망하고 두 명이 입원했지만, 마부자가 탑승한 차량은 영향을 받지 않았다.

### 대통령 후보: 2022년
2022년 12월, 라마포사가 ANC 의장으로 재선된 ANC 제55차 전국회의를 앞두고, 마부자는 ANC 의장직에 자신을 출마시키기 위한 캠페인을 벌였다. 그러나 이 캠페인은 마부자가 의장직이나 부의장직 중 어느 쪽의 투표 용지에도 포함될 만큼 충분한 지지를 받지 못했다. 회의장에서 ANC 부의장 재선 후보로 지명되었으나 지명을 거부했다. 폴 마샤틸레에게 후임 자리를 물려주었다.

### 사임 및 후계: 2023년
마샤틸레가 ANC의 부총재직을 승계한 후, 2023년 1월 27일 마부자가 마샤틸레에게 자리를 내주기 위해 남아프리카 공화국 부총재직에서 사임하겠다고 제안한 것으로 보도되었다. 마부자는 2월 4일 자신의 형 장례식에서 라마포사에게 사임 결정을 통보했다고 확인했다. 라마포사는 마부자에게 전환 과정이 완료될 때까지 직책을 유지해 달라고 요청했다.
2023년 3월 1일, 마부자가 전날 국회의원직에서 사임하여 남아프리카 공화국 부통령으로서의 임기를 마쳤다는 사실이 밝혀졌다.

## 기타 논란

### 농가 강도
2009년 12월, 마부자의 음푸말랑가 농가에서 현금이 도난당했다. 이 이야기는 얼마나 많은 돈이 도난당했는지 명확하게 밝혀지지 않았기 때문에 주목을 받았다. 선데이 타임스는 여러 경찰 소식통으로부터 R1400만 랜드가 도난당했지만, "총리가 그렇게 많은 돈을 주거지에 보관했다는 사실이 의문을 제기할 수 있기 때문에" R400만 랜드만 도난 신고되었다는 말을 들었다. 2010년 11월, 경찰 무관장은 바버턴 경찰서에 R400만 랜드에 대한 사건이 접수되었음을 확인했다. 이는 고위급 사건이었기 때문에 조직범죄 단원에 회부되었다. 그러나 해당 단원의 대변인은 계속해서 R1,200 랜드만 도난 신고되었다고 주장했다. 아프리카 리포트는 나중에 이 이야기를 당시 절도가 발생했던 시기에 여러 음푸말랑가 정치인들이 2010년 축구 월드컵을 앞두고 음봄벨라 스타디움 건설과 관련된 리베이트를 받았다는 소문과 연결시켰다.

### 매튜스 포사 상대 소송
2014년, 마부자는 전 상사인 매튜스 포사를 상대로 명예훼손 소송을 제기했으나 패소했다. 이 소송은 "극비: 일급 비밀! 경찰 요원 보고서"라는 제목의 문서에 관한 것으로, 마부자는 포사가 이 문서를 ANC 내에 배포했다고 주장했다. 마부자는 이 문서가 자신이 1985년부터 1993년까지 아파르트헤이트 경찰의 스파이였다는 등 여러 가지 잘못되고 명예를 훼손하는 주장을 담고 있다고 말했다. 포사는 이 문서를 보았고 ANC 부사무총장 제시 두아르테에게 전달했다고 말했지만, 출판에는 관여하지 않았다고 부인했다. 프리토리아 고등법원은 2017년에 마부자의 소송을 기각했다.

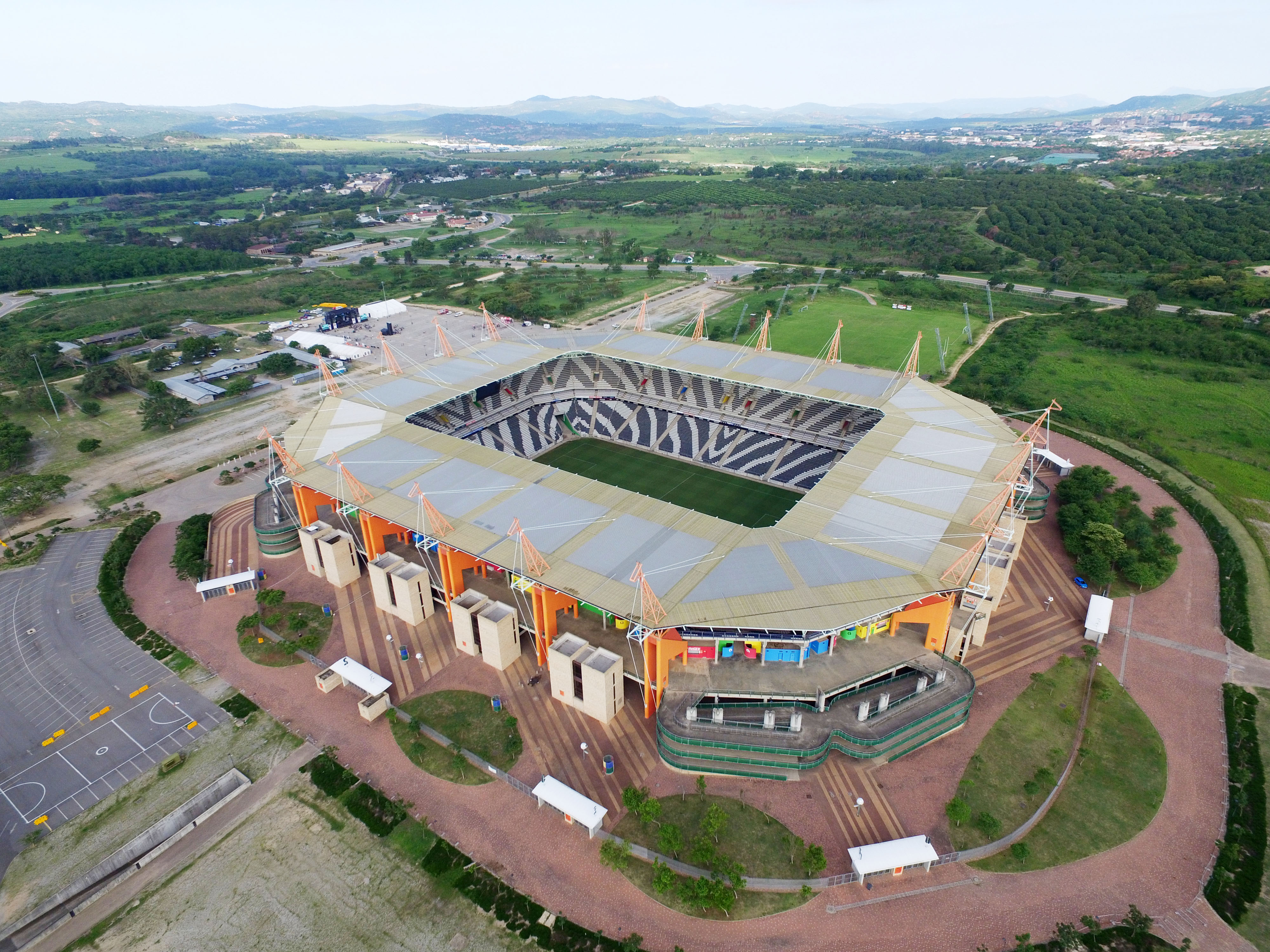
마부자가 주 총리였을 때, 음봄벨라 스타디움 건설과 관련된 입찰 부패에 대한 폭력적인 은폐 의혹에 대한 일련의 스캔들이 있었다.

### 부패 의혹
마부자는 정치 부패 및 입찰 사기에 연루되었다는 비난을 받았다. 2018년 8월, 뉴욕 타임스는 긴 폭로 기사에서 마부자가 총리로 재직하는 동안 음푸말랑가주에서 정치적 온정주의 네트워크를 구축했다고 보도했다. 주로 신속 이행 단위를 통해 지방의 학교 건설 계약을 인위적으로 부풀리고 신중하게 배분하여 자신의 정치적 기반을 강화하는 동시에 공공 서비스 제공을 희생시켰다. 마부자는 또한 음푸말랑가주의 자연보전지역 소유자이자 개발업자인 프레드 다니엘과 오랜 분쟁을 겪었는데, 다니엘은 마부자가 주 교육위원회 위원 시절 지방에서 사기성 토지 사기에 연루되었다고 주장했다. 자신에 대한 다양한 주장이 상대방의 음해 공작의 일부라고 말했다.

### 정치 폭력 의혹
마부자는 음푸말랑가에서 정치 폭력에 연루되었다는 소문이 돌았다. 여기에는 특히 그의 지역 정치적 반대자들 사이에서, 마부자가 총리로 재직하는 동안 지방에서 정치적 살인을 초래한 음모에 연루되었다는 끊임없는 소문이 포함된다. 마부자는 2010년 논란의 여지가 있는 입찰에 서명하기를 거부한 후 총에 맞아 사망한 정부 관료 새미 음파틀란야네의 암살과 관련이 있었다. 그러나 가장 두드러지게 2009년 1월 4일에 총에 맞아 사망한 지미 모흘랄라의 암살과 자주 연결되었다. 모흘랄라는 음봄벨라 지방자치단체의 의장이었으며, 음봄벨라 스타디움 건설과 관련된 입찰 부패에 대한 "십자군 운동"을 시작했다. 그의 살해는 부패를 은폐하려는 시도로 간주되었다.
논란의 여지가 있는 활동가이자 인민회의 소속인 제임스 음칸불레는 마부자가 책임이 있다고 공개적으로 주장했다. 또한 마부자가 자신을 위협하기 위해 국가 자원을 사용했다고 비난했으며, 마부자가 자신에게 보낸 위협적인 SMS 때문에 경찰에 위협 혐의로 신고했다. 음칸불레는 모잠비크 남성인 '조쉬'를 만났다고 주장했는데, 모흘랄라 등을 살해하기 위해 고용되었다고 한다. 음칸불레는 그 남성이 증인 보호 프로그램에 들어갈 수 있도록 로비하던 중 2010년 10월에 독살되었다. 몇 년 후, 마부자의 전 집사인 얀 벤터는 마부자가 한때 자신에게 "지미와 제임스"의 암살 배후에 있다고 "실수"로 말했다고 주장했는데, 벤터는 이를 모흘랄라와 음칸불레를 지칭하는 것으로 이해했다. 벤터는 증인 보호를 받게 되었다. 또한, 살인 사건과 암살자 혐의 주장에 대해 광범위하게 보도했던 선데이 타임스 기자 므질리카지 와 아프리카는 2010년 8월 마부자가 제기한 위조 혐의로 체포되었으나 나중에 취하되었다.  이 혐의가 정치적 동기가 있었고 자신을 "괴롭히고 위협"하려는 시도였다고 주장했다. 2014년, 음봄벨라 출신 두 남성은 자신들이 마부자가 정치적 살인에 연루되었다는 주장을 억압하기 위해 마부자가 조직한 "더티 트릭스" 태스크포스 팀의 일원이었으며, 300만 랜드와 정부 일자리를 제안받았고 음카불레의 문서를 훔치라는 지시를 받았다고 주장했다.
마부자는 암살에 대한 연루를 일관되게 부인했으며, 2022년 현재까지도 혐의는 기소되거나 증명되지 않았다. 2016년 한 기자에게 "언젠가 사람들이 정치적 살인에 대해 내가 가지고 있는 특권 정보를 접하게 되면 명확해질 것이다... 이 사람은 사람들을 죽이도록 돈을 주고 내가 그들을 죽였다고 주장했다. 그들은 나를 체포하여... 방해하려 했다"고 말했다.
2017년, ANC의 제54차 전국회의를 앞두고 매튜스 포사는 eNCA에 마부자가 음푸말랑가에 "사설 군대"를 가지고 있다고 말했다. "사설 군대"가 무기를 소지하고 ANC 회의를 방해하며, 마부자의 정치적 의제를 지지하지 않는 지역 ANC 회원들을 위협하려 했다고 말했다. 총을 든 사람들이 무모하게 총을 쏘는 영상이 공개된 것과 관련하여 이 주장을 제기했는데, 이는 음푸말랑가에서 발생한 것으로 보이며, 포사는 이 사람들이 마부자와 연관되어 있다고 말했다. 마부자와 지방 ANC는 포사의 주장을 부인했다. 당시 포사는 제54차 전국회의에서 후보를 지명하는 과정에 부적절한 행위가 있었다고 판단하여 음푸말랑가 ANC를 상대로 법적 소송을 제기하고 있었다.

## 자선 활동
2014년, 마부자는 DD 마부자 재단을 설립했다. 이 재단의 우선순위는 교육과 어린이, 노인, 장애인과 같은 취약 계층의 사회적 개선이다.

## 개인사 및 사망
마부자는 팜 골딩 부동산 그룹의 부동산 중개인인 논란라 페이션스 음니시와 결혼했다. 인디펜던트 온라인에 따르면, 이전에 루티 푸니 실린다와 결혼했다. 실린다는 다른 곳에서는 그의 관습상의 전 부인 또는 전 약혼녀로 언급되었으며, 그들은 함께 자녀를 두었다.
마부자는 2025년 7월 3일 샌튼에서 오랜 투병 끝에 64세의 나이로 사망했다.

## 더 읽어보기
- Rossouw, Rehana (2020). 《Predator Politics: Mabuza, Fred Daniel and the Great Land Scam》. Auckland Park, South Africa: Jacana Media. ISBN 978-1-4314-3002-4. OCLC 1224980239.
- Sizwe Sama Yende (2016). 《Eerie Assignment: A Journalist's Nightmare in Mpumalanga》. South Africa: Lesedi House. ISBN 978-0-620-72980-2. OCLC 1057242893.